# Praiano (Itália)
Praiano (pronúncia italiana: [praˈjaːno]) é uma comuna da província de Salerno, na região da Campânia, no sudoeste da Itália. Está situada na Costa Amalfitana, um local turístico de primeira linha para a região e para a Itália, entre as cidades de Amalfi e Positano.
Em 1997, a Costa Amalfitana, incluindo a frazione "Vettica Maggiore" de Praiano, foi inscrita como Patrimônio Mundial da UNESCO. De acordo com dados do ano de 2015, a população da cidade constitui 2.045 habitantes.

## História
O nome da cidade deriva de praia, ou praia, da palavra latina pelagium, que significa "mar aberto". Durante os séculos X e XI, Praiano já foi a residência de verão dos doges do Ducado de Amalfi.
Durante o período angevino, uma torre fortificada, a Assiola, foi construída para defender a cidade. Praiano tinha uma importante indústria local de seda, no entanto, ela desapareceu durante o século XIX. Com a descoberta de corais nas proximidades por volta de 1800, a economia de Praiano foi revitalizada, concentrando-se principalmente nas indústrias de pesca e turismo desde então.  

## Turismo
As atrações incluem a Igreja de San Luca Evangelista, que remonta a 1123. No interior, há pinturas do pintor renascentista Giovanni Bernardo Lama que datam do século XVI. Outra atração é a Igreja de San Giovanni Battista, com um piso de ladrilhos de maiolica bem preservado, que remonta aos séculos XII e XIII.